# Кильяновка
Кильяновка (укр. Кільянівка) — село на Украине, находится в Литинском районе Винницкой области.
Бывшая еврейская земледельческая колония.
Код КОАТУУ — 0522480803. Население по переписи 2001 года составляет 45 человек. Почтовый индекс — 22352. Телефонный код — 4347.
Занимает площадь 0,03 км².

## Адрес местного совета
22352, Винницкая область, Литинский р-н, с. Борков, ул. Гагарина, 52